# Anthony Steel
Anthony Steel (Chelsea, 21 mei 1920 - Northwood, 21 maart 2001) was een Brits acteur. 
Zijn vader was een officier in het Brits-Indisch leger, vandaar dat hij een deel van zijn jeugd doorbracht in Lahore. Hij studeerde aan het Trinity College van de University of Cambridge. Na een jaar universiteit begon de Tweede Wereldoorlog en werd Steel opgeroepen in het Brits leger waar hij diende bij de Grenadier Guards.
Na de oorlog startte hij een carrière als acteur. Tussen 1948 en 1998 had hij een rol in meer dan tachtig langspeelfilms. Een van zijn eerste successen was een rol als Brits krijgsgevangene in The Wooden Horse uit 1950. Datzelfde jaar speelde hij ook een hoofdrol samen met Irene Dunne in The Mudlark. In 1951 speelde hij onder meer samen met Bette Davis in de thriller Another Man's Poison en in de Britse actiefilm Where No Vultures Fly. Andere rollen had hij onder meer in The Master of Ballantrae uit 1953, Storm Over the Nile uit 1955, Luna de miel uit 1959, Lo sbarco di Anzio uit 1968 en Histoire d'O uit 1975.
Steels eerste huwelijk duurde van 1949 tot 1954 met Juanita Forbes. In 1952 had hij een affaire met actrice Patricia Roc waar een kind uit voorkwam. In 1954 verbrak hij de relatie met zijn eerste echtgenote en was hij verloofd met zijn secretaresse, Anne Hanson, met wie hij ook een kind kreeg. De verloving werd verbroken. Van 1956 tot 1959 was hij gehuwd met de Zweedse actrice Anita Ekberg. Zijn derde huwelijk, met Johanna Melcher duurde van 1964 tot zijn overlijden in 2001.
- Biblioteca Nacional de España: XX1424644
- Bibliothèque nationale de France: cb140441672 (data)
- Gemeinsame Normdatei: 14201043X
- International Standard Name Identifier: 0000 0001 1743 3150
- KulturNav: 0eca5cf7-b197-42da-be7d-f7771b5241ee
- Library of Congress Control Number: nr2003002601
- MusicBrainz: c55a378e-6b5c-499e-a35e-d17ed607f9f3
- Nationale Bibliotheek van Tsjechië: xx0209017
- Istituto Centrale per il Catalogo Unico: LO1V451179
- SNAC: w6fv08hh
- Virtual International Authority File: 12507146
- WorldCat: E39PBJvhv7qPdxfVrHpJ4bth73